# Oberflachs
Oberflachs (schweizerdeutsch: ˈɔbəɾˌflɑgs) ist ein Dorf im Schweizer Kanton Aargau. Es liegt etwa sechs Kilometer südwestlich des Bezirkshauptorts Brugg im Schenkenbergertal. Bis Ende 2013 war es eine eigenständige Einwohnergemeinde im Bezirk Brugg und fusionierte dann am 1. Januar 2014 mit dem benachbarten Schinznach-Dorf zur neuen Gemeinde Schinznach.

## Geographie

Luftbild (1953)

Das Dorf liegt im Schenkenbergertal, das sich in Ost-West-Richtung von der Aare bei Schinznach-Dorf bis zur Staffelegg erstreckt. Dieses Tal wird durch zwei steile Höhenzüge des Faltenjuras begrenzt. Im Süden reicht das Gemeindegebiet bis zum Grat der Gislifluh auf einer Höhe von 770 Metern, im Norden bis knapp unter den Gipfel des Grunds (bis auf eine Höhe von 665 Metern). Am Südhang des Grunds und beim Schloss Kasteln befinden sich Weinberge.
Die Fläche des ehemaligen Gemeindegebiets betrug 338 Hektaren. Dessen höchster Punkt lag auf 770 Metern auf dem Gislifluhgrat, der tiefste auf 395 Metern an der einstigen östlichen Gemeindegrenze. Nachbargemeinden waren Schinznach-Dorf im Norden, Veltheim im Osten, Auenstein im Süden und Thalheim im Westen.

## Geschichte
Verschiedene Funde von Ziegeln und Münzen lassen auf eine Besiedlung durch die Römer schliessen. Die erste urkundliche Erwähnung von Obernflacht erfolgte im Jahr 1301. Der Ortsname stammt vom althochdeutschen (ze dero) obarun flahidu und bedeutet «bei der oberen flachen Stelle». Wahrscheinlich war das Dorf schon ein Jahrhundert früher entstanden, denn 1238 wurden die Schenken von Kasteln erwähnt, Vasallen der Kyburger. 1262 entstand auf dem gleichen Hügel wie die Burg Kasteln die Burg Ruchenstein. 1273 ging die Landesherrschaft auf die Habsburger über, nachdem das Geschlecht der Kyburger erloschen war. 1311 erwarben die Herren von Mülinen das Dorf und die zwei Burgen, die zusammen die kleine Herrschaft Kasteln bildeten.
Als 1460 die Stadt Bern das Schenkenbergertal eroberte, konnten die Herren von Mülinen ihre Rechte weiterhin ausüben, so zum Beispiel die niedere Gerichtsbarkeit. 1528 führten die Berner die Reformation ein. Oberst Johann Ludwig von Erlach erwarb 1631 die Herrschaft Kasteln und machte sie zu seinem Privatbesitz. Mit den Überresten der 1642 niedergebrannten Burg Ruchenstein liess er die Burg Kasteln zu einem Schloss ausbauen. 1732 erwarb die Stadt Bern für 90'000 Taler die Herrschaft Kasteln, das Schloss wurde zum Sitz der kleinsten Landvogtei des Berner Aargaus.
Beim Franzoseneinfall im März 1798 entmachteten die Franzosen die «Gnädigen Herren» von Bern und riefen die Helvetische Republik aus, die 1803 aufgelöst wurde. Oberflachs gehört seither zum Kanton Aargau. Ein Grossbrand zerstörte 1817 etwa einen Drittel des Dorfes. Neben dem Getreideanbau bildete der Weinbau ab dem 17. Jahrhundert einen bedeutenden Erwerbszweig. Dieser ging ab 1850 wegen Rebkrankheiten und der Reblausepidemie zwischenzeitlich stark zurück. Viele Einwohner verarmten daraufhin und waren dazu gezwungen, nach Übersee auszuwandern. Bis Mitte des 20. Jahrhunderts lebte die Bevölkerung weiterhin fast ausschliesslich von der Landwirtschaft
Am 5. April 2009 genehmigten die Stimmberechtigten eine Fusion mit Schinznach-Bad, Schinznach-Dorf, Veltheim und Villnachern zur neuen Gemeinde Schenkenberg. Sie kam jedoch nicht zustande, weil Veltheim sie ablehnte. Das daraufhin initiierte Fusionsprojekt ohne Veltheim scheiterte am 25. Oktober 2009 an der ablehnenden Haltung Villnacherns. Daraufhin strebten nur noch Oberflachs und Schinznach-Dorf eine Fusion an. Der entsprechende Beschluss wurde am 18. Juni 2012 in obligatorischen Volksabstimmungen bestätigt, und der Zusammenschluss erfolgte schliesslich am 1. Januar 2014.

## Sehenswürdigkeiten

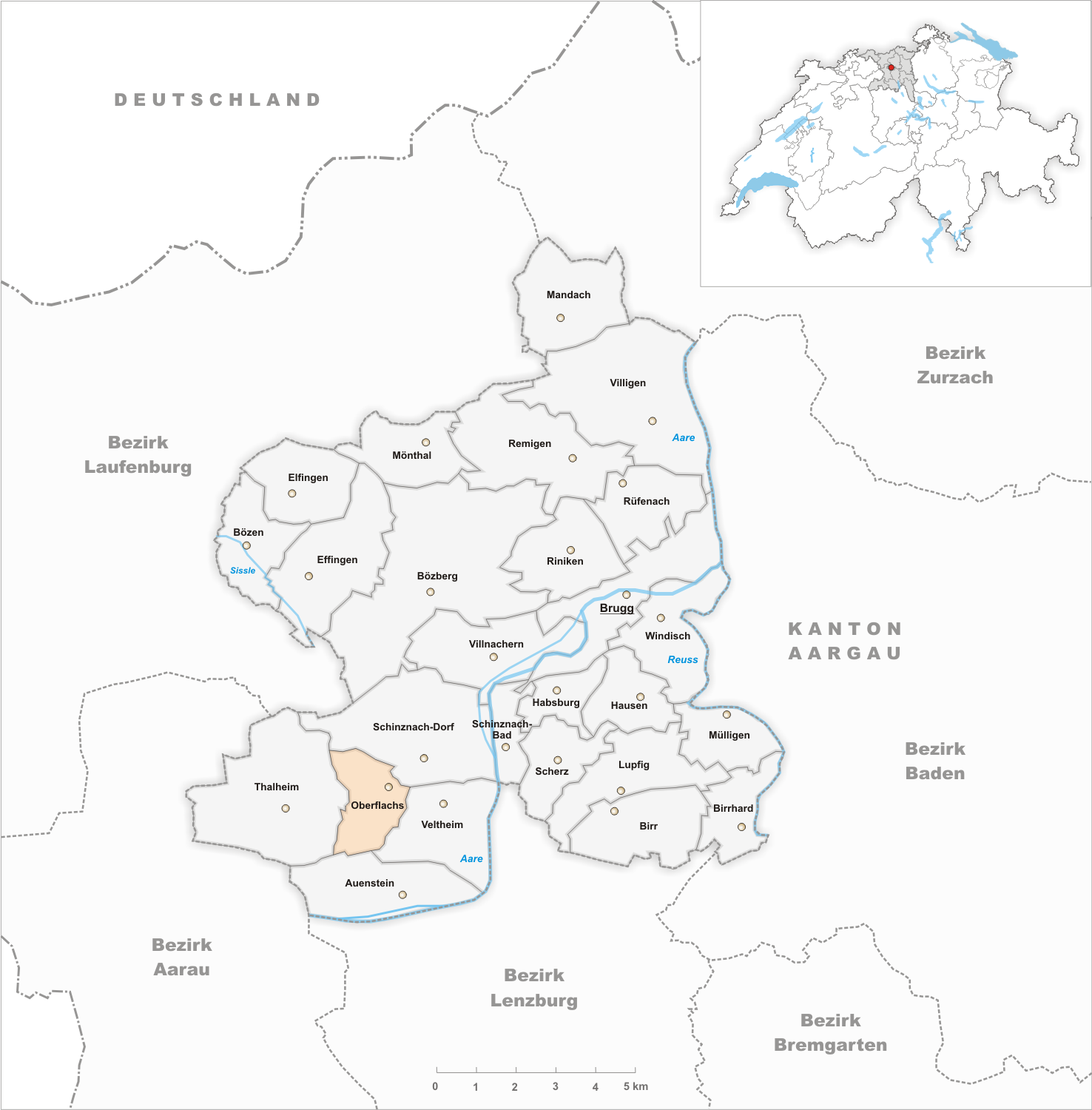
Gemeindestand vor der Fusion am 1. Januar 2014

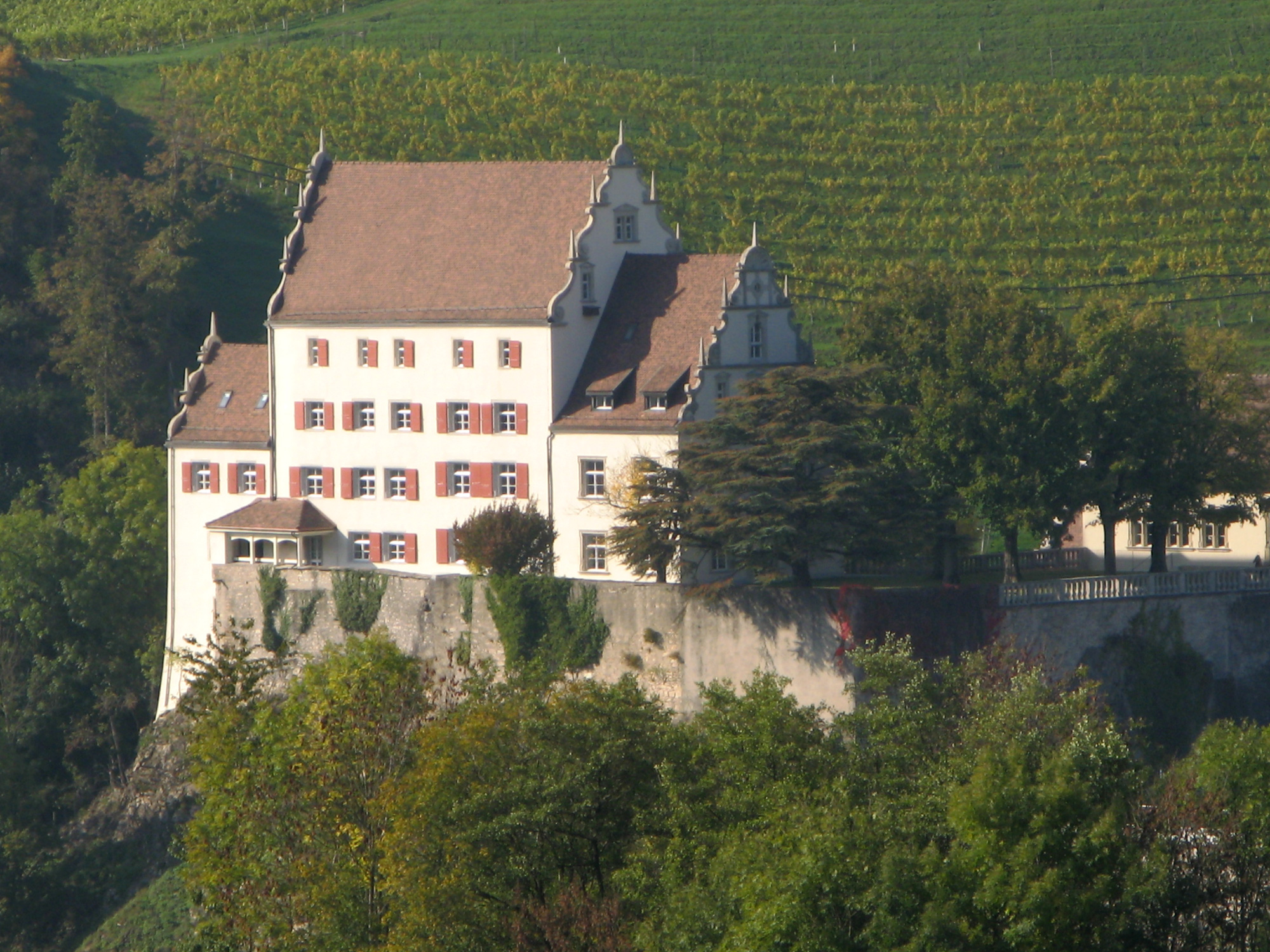
Schloss Kasteln

Etwa einen halben Kilometer westlich des Dorfes steht auf einem kleinen Hügel das Schloss Kasteln. Im Schloss existierte ab 1855 eine Anstalt für «verwaiste und verwahrloste Zöglinge», die 1923 den Status einer Stiftung erhielt und 1955 in ein Schulheim für normal begabte, verhaltensauffällige Schüler umgewandelt wurde. Das Gebäude brannte 1907 fast vollständig aus und wurde im darauf folgenden Jahr wieder aufgebaut.

## Wappen
Die Blasonierung des heutigen Ortswappens und früheren Gemeindewappens lautet: «In Weiss drei gekreuzte blaue Flachsblumen mit grünen beblätterten Stängeln.» Dieses sogenannte redende Wappen soll den Ortsnamen symbolisieren, die Abbildung von Flachs geht allerdings auf eine Fehldeutung des Namens zurück. Bereits 1811 wurde auf dem Gemeindesiegel ein aufrechtes Flachsbündel dargestellt, 1872 schliesslich drei gekreuzte. 1965 erfolgte eine Überarbeitung und Vereinfachung des Wappens.

## Bevölkerung
Die Einwohnerzahlen entwickelten sich wie folgt:
| Jahr      | 1764 | 1850 | 1900 | 1930 | 1950 | 1960 | 1970 | 1980 | 1990 | 2000 | 2010 |
| Einwohner | 215  | 512  | 428  | 369  | 364  | 405  | 433  | 471  | 466  | 468  | 482  |

Am 31. Dezember 2013 lebten 497 Menschen in Oberflachs. Bei der Volkszählung 2000 bezeichneten sich 72,6 % als reformiert und 16,2 % als römisch-katholisch; 11,2 % waren konfessionslos oder gehörten anderen Glaubensrichtungen an. 98,3 % bezeichneten Deutsch als ihre Hauptsprache.

## Verkehr
Oberflachs liegt an der Kantonsstrasse 474, die von Schinznach-Bad durch das Schenkenbergertal zur Staffelegg-Passhöhe führt. Eine Nebenstrasse führt nach Veltheim. Das Dorf wird durch eine Postautolinie, die vom Bahnhof Brugg nach Thalheim führt, an das Netz des öffentlichen Verkehrs angeschlossen. An Wochenenden verkehrt ein Nachtbus von Brugg über Schinznach-Bad und Oberflachs nach Thalheim.

## Persönlichkeiten
- Johann Zimmermann (1749–1804), Graveur und Holzstecher